# Vlagovpojna vlaknobetka
Vlagovpojna vlaknobetka (znanstveno ime Mycopan scabripes) je gliva iz rodu vlaknobetk (Mycopan).

## Značilnosti
Njen klobuk je lahko siv, temno sivo-rjav, temno olivno sivo-rjav do skoraj črnkast, gol, tomentast do rahlo hrapav.
Klobuk ima v premeru od 16 do 46mm. Mlad je stožčasto izbočen, zvončast, kasneje se izravna in na sredini obrdži izrazito široko grbico. Je temno sivo rjave do skoraj črne barve, z rahlo svetlejšim robom, ki je črtast do skoraj 2/3 klobuka in včasih razpoka. Površina se spreminja z vlažnostjo.
Lističi so ozko prirasli na bet ali pa rahlo izrezani. Ko se klobuk razpre so trebušasti. So belkasti do zelo bledo sivkasti, z nekoliko svetlejšo drobno kosmičasto ostrinko.
Bet je visok od 3 do 7 cm in debel od 2 do 6 mm. Je valjast, proti dnišču rahlo odebljen in včasih ukrivljen. Je svetlejši kot klobuk in prekrit z drobnimi luskicami.
Nima izrazitega vonja in okusa.

## Razširjenost in življenjski prostor
Pojavlja se v Severni Ameriki in Evropi, a je redka ali pa neopažena. Raste kot gniloživka v povezavi z zastirko in razpadajočim lesom listavcev.

## Mikroskopske značilnosti
Trosni odtis je bele barve. Trosi so elipsaste oblike z zoženim vrhom in zaokroženim dnom, s tenkimi stenami in zrnato vsebino, so amiloidni in merijo 7,5–10,5 x 4,9–6,8 μm.

## Uporabnost
Neužitna.